# Уэйд, Бенджамин Франклин
Бенджамин Франклин «Блаф» Уэйд (27 октября 1800, Спрингфилд, Массачусетс — 2 марта 1878, Джефферсон, Огайо) — американский политик и юрист. Сенатор США от Огайо с 1851 по 1869 год от партии вигов, затем от Республиканской партии. Один из авторов билля Уэйда-Дэвиса (1864). Временный президент Сената США в период с 2 марта 1867 года по 4 марта 1869 года, в случае импичмента президента Эндрю Джонсона, должен был занять его место. Однако оправдание Джонсона в Сенате не позволили ему занять пост. Уэйд известен своей ведущей ролью среди радикальных республиканцев, выступавших за гражданские права, избирательное право женщин и профсоюзы.

## Биография

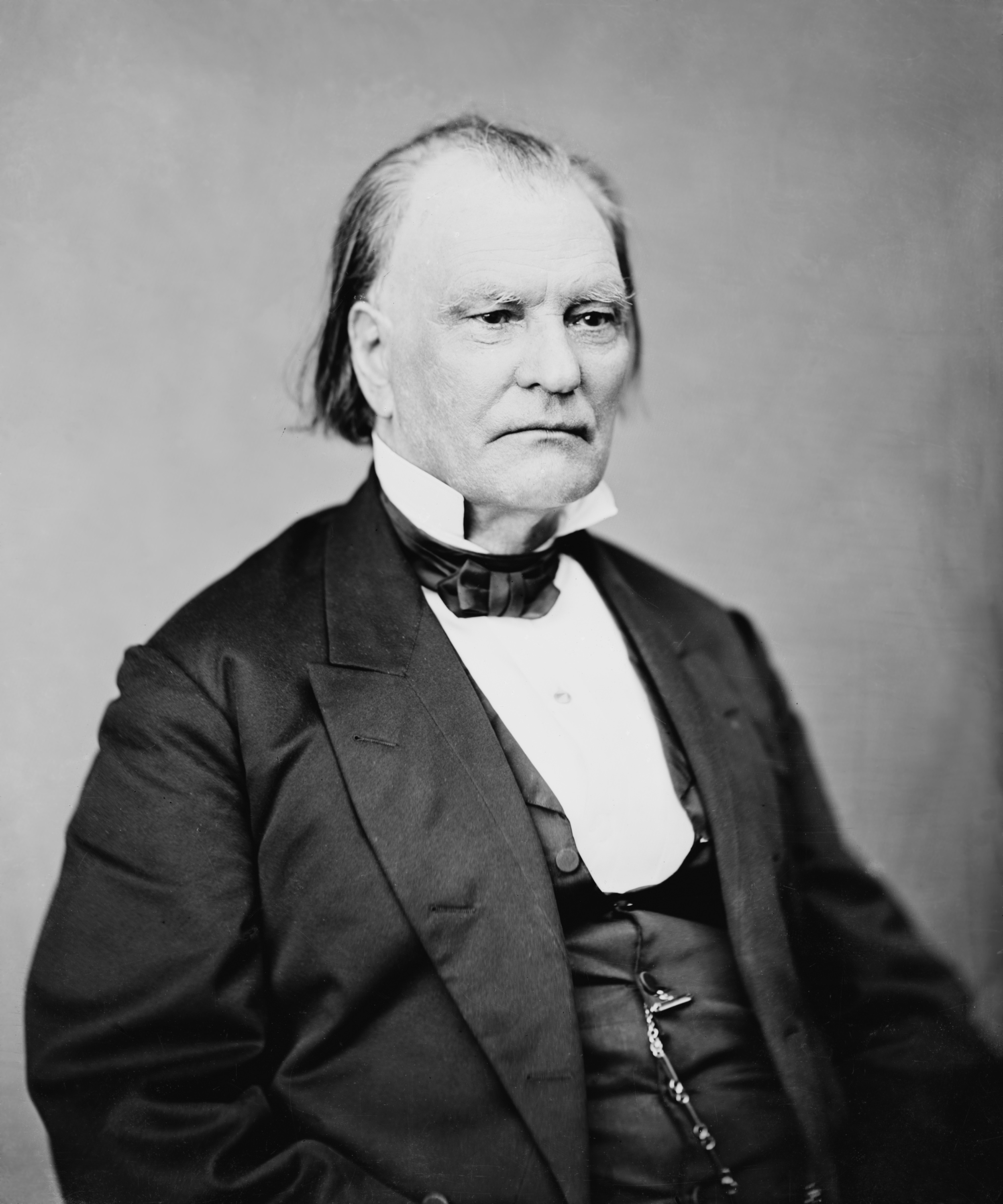
Бенджамин Уэйд в последние годы жизни

Уэйд родился в Фидинг-Хиллз (штат Массачусетс) 27 октября 1800 года в семье Мэри и Джеймса Уэйд. В 1828 году его приняли в коллегию адвокатов и он начал заниматься юридической практикой в Джефферсоне (штат Огайо).
В 1831 году Уэйд заключил партнёрство с Джошуа Гиддингсом, видным деятелем, выступающим против рабства. К 1836 году стал прокурором округа Аштабула, в следующем году Уэйд был избран от партии вигов в сенат штата Огайо, в котором заседал 5 лет, по 1842 год.
В 1851 году, после работы в качестве местного судьи, Уэйд был избран законодательным собранием Огайо в Сенат Соединённых Штатов. Там он сблизился с такими радикальными республиканцами, как Таддеус Стивенс и Чарльз Самнер, боролся против Закона о беглых рабах 1850 года и Закона Канзас-Небраска.
Во время гражданской войны Уэйд резко критиковал руководство президента Авраама Линкольна. Вопреки послевоенным планам Линкольна, Уэйд выступил соавтором законопроекта Уэйда-Дэвиса 1864 года, который вводил гораздо более жёсткие требования для возвращения в Союз бывших штатов Конфедерации.
Уэйд, как и большинство других радикальных республиканцев, резко критиковал Эндрю Джонсона, который стал президентом после убийства Линкольна). Уэйд поддерживал законопроекты о гражданских правах (которые ему удалось распространить на округ Колумбия) и был решительным сторонником Четырнадцатой поправки.
В 1867 году Уэйд стал временным президентом Сената США, что означало, что он займёт пост президента в случае объявления импичмента президенту Джонсону, у которого не было вице-президента. Однако оправдание Джонсона в Сенате не позволили ему занять пост.
Хотя большинство сенаторов считало, что Джонсон виновен в предъявленных обвинениях, они не хотели, чтобы крайне радикальный Уэйд стал исполняющим обязанности президента. Одна из газет того времени писала: «Джонсон невиновен, потому что Уэйд виновен в том, что он его преемник».
После поражения на выборах 1868 года Уэйд вернулся в Огайо и продолжил работать юристом. Стойкая политика, антипатия к президенту Хейсу
Покинув Конгресс, Уэйд не забросил политику. Он с энтузиазмом поддержал президентскую кампанию Резерфорда Б. Хейса в 1876 года, но вскоре разочаровался в нём, посчитав вывод оставшихся федеральных войск с Юга предательством республиканских принципов.
В 1870-х годах Уэйд примкнул к республиканской фракции «Стойкие», крылу Республиканской партии, которое поддерживало политику Реконструкции президента Улисса С. Гранта и выступало против реформы государственной службы.
В течение лета и осени 1877 года Уэйд продолжал яростно осуждать администрацию Хейса, заявив в ноябре, что президент никогда бы не получил его голоса, если бы он знал, что Хейс намеревался «бросить южных республиканцев и посадить в свой кабинет мятежника, который четыре года боролся, чтобы уничтожить правительство». Однако отсутствие у Уэйда власти на тот момент делало его беспомощным.
Уэйд умер 2 марта 1878 года в Джефферсоне (штат Огайо).